# إريك دانتي
إريك دانتي (بالفرنسية: Éric Danty)‏ هو لاعب كرة قدم فرنسي في مركز الدفاع، ولد في 9 ديسمبر 1947 في مورن-آه-لو في فرنسا، وتوفي في 9 أكتوبر 2020 في مدينة مو في فرنسا. لعب مع راسينغ كلوب باي دو فونتينبلو وستاد ريمس ونادي سيدان.

## وصلات خارجية
- إريك دانتي على موقع قاعدة بيانات كرة القدم.إي يو (الإنجليزية)